# Newstead, Skottland
Newstead är en ort i Storbritannien.   Den ligger i kommunen Scottish Borders och riksdelen Skottland, i den centrala delen av landet, 500 km norr om huvudstaden London. Newstead ligger 96 meter över havet och antalet invånare är 176.
Terrängen runt Newstead är platt österut, men västerut är den kuperad. Newstead ligger nere i en dal. Runt Newstead är det ganska glesbefolkat, med 42 invånare per kvadratkilometer. Närmaste större samhälle är Galashiels, 7,0 km väster om Newstead. Trakten runt Newstead består i huvudsak av gräsmarker.